# Ferungulata
A Ferungulata ("vadállatok és patások") a méhlepényesek nagyrendjébe tartozik, és magában foglalja a Ferae csoportot valamint a Pan-Euungulata kládot. Kétféleképp is meghatározták. Az első, hagyományos eljárás alapja a morfológia, a második eljárás pedig figyelembe veszi a legfrissebb molekuláris elemzést is. A Fereungulata a denevérek rendjének testvérrendje, és együtt alkotják a Scrotifera kládot.
A Ferungulata csoportot hagyományos értelemben először George Gaylord Simpson írta le 1945-ben. Ebbe a ragadozók, a páros- és páratlanujjú patások, a földimalacfélék, az előpatások öregrendje valamint sok, csak fosszíliákból ismert rend tartozik.
Simpson a csoportot morfológiai jellemzők alapján határozta meg, de ezt a felfogást a modern genetikai vizsgálatok megkérdőjelezték. Ezek a tanulmányok a méhelpényeseken belül lévő patás rendet két külön rendbe szedték szét, melyek az Afrotheria és a Laurasiatheria. A 'valódi' patások (Euungulata), a páros és a páratlan ujjú patások, a ragadozók és a tobzoskák rendjébe tartozók a felülvizsgált csoportnak a tagjai, de a földimalacfélék és az előpatások kikerültek a rendből. Bár Simpson a (ceteket) külön csapatba sorolta, de a legfrissebb vizsgálatok alapján ezek is az Artiodactylákhoz tartoznak. Ennek a felülvizsgálatnak lett az eredménye, hogy a klád új nevet kapott, melyre ezután Fereungulata-ként hivatkoznak.
|   | Euungulata       |
|   |                  |
| ? | †Protungulatidae |
|   | †Protungulatidae |

|  | Pholidotamorpha |
|  |                 |
|  | Pan-Carnivora   |
|  |                 |

|   | Euungulata       |
|   |                  |
| ? | †Protungulatidae |
|   | †Protungulatidae |

|  | Pholidotamorpha |
|  |                 |
|  | Pan-Carnivora   |
|  |                 |

|   | Euungulata       |
|   |                  |
| ? | †Protungulatidae |
|   | †Protungulatidae |

|  | Pholidotamorpha |
|  |                 |
|  | Pan-Carnivora   |
|  |                 |

|   | Euungulata       |
|   |                  |
| ? | †Protungulatidae |
|   | †Protungulatidae |

|  | Pholidotamorpha |
|  |                 |
|  | Pan-Carnivora   |
|  |                 |

|   | Euungulata       |
|   |                  |
| ? | †Protungulatidae |
|   | †Protungulatidae |

|  | Pholidotamorpha |
|  |                 |
|  | Pan-Carnivora   |
|  |                 |

|   | Euungulata       |
|   |                  |
| ? | †Protungulatidae |
|   | †Protungulatidae |

|  | Pholidotamorpha |
|  |                 |
|  | Pan-Carnivora   |
|  |                 |

|   | Euungulata       |
|   |                  |
| ? | †Protungulatidae |
|   | †Protungulatidae |

|  | Pholidotamorpha |
|  |                 |
|  | Pan-Carnivora   |
|  |                 |

|   | Euungulata       |
|   |                  |
| ? | †Protungulatidae |
|   | †Protungulatidae |

|  | Pholidotamorpha |
|  |                 |
|  | Pan-Carnivora   |
|  |                 |

|   | Euungulata       |
|   |                  |
| ? | †Protungulatidae |
|   | †Protungulatidae |

|  | Pholidotamorpha |
|  |                 |
|  | Pan-Carnivora   |
|  |                 |

|   | Euungulata       |
|   |                  |
| ? | †Protungulatidae |
|   | †Protungulatidae |

|  | Pholidotamorpha |
|  |                 |
|  | Pan-Carnivora   |
|  |                 |

|   | Euungulata       |
|   |                  |
| ? | †Protungulatidae |
|   | †Protungulatidae |

|  | Pholidotamorpha |
|  |                 |
|  | Pan-Carnivora   |
|  |                 |

|   | Euungulata       |
|   |                  |
| ? | †Protungulatidae |
|   | †Protungulatidae |

|  | Pholidotamorpha |
|  |                 |
|  | Pan-Carnivora   |
|  |                 |

|   | Euungulata       |
|   |                  |
| ? | †Protungulatidae |
|   | †Protungulatidae |

|  | Pholidotamorpha |
|  |                 |
|  | Pan-Carnivora   |
|  |                 |

|   | Euungulata       |
|   |                  |
| ? | †Protungulatidae |
|   | †Protungulatidae |

|  | Pholidotamorpha |
|  |                 |
|  | Pan-Carnivora   |
|  |                 |

|   | Euungulata       |
|   |                  |
| ? | †Protungulatidae |
|   | †Protungulatidae |

|  | Pholidotamorpha |
|  |                 |
|  | Pan-Carnivora   |
|  |                 |

|   | Euungulata       |
|   |                  |
| ? | †Protungulatidae |
|   | †Protungulatidae |

|  | Pholidotamorpha |
|  |                 |
|  | Pan-Carnivora   |
|  |                 |

|   | Euungulata       |
|   |                  |
| ? | †Protungulatidae |
|   | †Protungulatidae |

|  | Pholidotamorpha |
|  |                 |
|  | Pan-Carnivora   |
|  |                 |

|   | Euungulata       |
|   |                  |
| ? | †Protungulatidae |
|   | †Protungulatidae |

|  | Pholidotamorpha |
|  |                 |
|  | Pan-Carnivora   |
|  |                 |

|   | Euungulata       |
|   |                  |
| ? | †Protungulatidae |
|   | †Protungulatidae |

|  | Pholidotamorpha |
|  |                 |
|  | Pan-Carnivora   |
|  |                 |

|   | Euungulata       |
|   |                  |
| ? | †Protungulatidae |
|   | †Protungulatidae |

|  | Pholidotamorpha |
|  |                 |
|  | Pan-Carnivora   |
|  |                 |

|   | Euungulata       |
|   |                  |
| ? | †Protungulatidae |
|   | †Protungulatidae |

|  | Pholidotamorpha |
|  |                 |
|  | Pan-Carnivora   |
|  |                 |

|   | Euungulata       |
|   |                  |
| ? | †Protungulatidae |
|   | †Protungulatidae |

|  | Pholidotamorpha |
|  |                 |
|  | Pan-Carnivora   |
|  |                 |

|   | Euungulata       |
|   |                  |
| ? | †Protungulatidae |
|   | †Protungulatidae |

|  | Pholidotamorpha |
|  |                 |
|  | Pan-Carnivora   |
|  |                 |

|   | Euungulata       |
|   |                  |
| ? | †Protungulatidae |
|   | †Protungulatidae |

|  | Pholidotamorpha |
|  |                 |
|  | Pan-Carnivora   |
|  |                 |

|   | Euungulata       |
|   |                  |
| ? | †Protungulatidae |
|   | †Protungulatidae |

|  | Pholidotamorpha |
|  |                 |
|  | Pan-Carnivora   |
|  |                 |

|   | Euungulata       |
|   |                  |
| ? | †Protungulatidae |
|   | †Protungulatidae |

|  | Pholidotamorpha |
|  |                 |
|  | Pan-Carnivora   |
|  |                 |

|   | Euungulata       |
|   |                  |
| ? | †Protungulatidae |
|   | †Protungulatidae |

|  | Pholidotamorpha |
|  |                 |
|  | Pan-Carnivora   |
|  |                 |

|   | Euungulata       |
|   |                  |
| ? | †Protungulatidae |
|   | †Protungulatidae |

|  | Pholidotamorpha |
|  |                 |
|  | Pan-Carnivora   |
|  |                 |

|   | Euungulata       |
|   |                  |
| ? | †Protungulatidae |
|   | †Protungulatidae |

|  | Pholidotamorpha |
|  |                 |
|  | Pan-Carnivora   |
|  |                 |

|   | Euungulata       |
|   |                  |
| ? | †Protungulatidae |
|   | †Protungulatidae |

|  | Pholidotamorpha |
|  |                 |
|  | Pan-Carnivora   |
|  |                 |

|   | Euungulata       |
|   |                  |
| ? | †Protungulatidae |
|   | †Protungulatidae |

|  | Pholidotamorpha |
|  |                 |
|  | Pan-Carnivora   |
|  |                 |

|   | Euungulata       |
|   |                  |
| ? | †Protungulatidae |
|   | †Protungulatidae |

|  | Pholidotamorpha |
|  |                 |
|  | Pan-Carnivora   |
|  |                 |

## Lásd még
- Az emlősök rendszerezése
- Scrotifera